# The Deliverance
The Deliverance är en amerikansk thriller- och skräckfilm som hade premiär på utvalda biografer i USA den 16 augusti 2024 och på strömningstjänsten Netflix den 30 augusti 2024. Filmen är regisserad av Lee Daniels, efter ett manus skrivet av Daniels tillsammans med David Coggeshall och Elijah Bynum. Filmen är baserad på verkliga händelser.

## Handling
Filmen kretsar kring den ensamstående mamman Ebony Jackson som flyttar in i ett nytt hus. Snart upptäcker hon att något ondskefullt redan bor där.

## Rollista (i urval)
- Andra Day – Ebony Jackson
- Glenn Close – Alberta
- Aunjanue Ellis-Taylor
- Mo'Nique
- Caleb McLaughlin
- Demi Singleton
- Rob Morgan
- Omar Epps
- Miss Lawrence
- Tasha Smith – Asia